# وایوگا
وایوگا (به صربی: Vajuga) یک منطقهٔ مسکونی در صربستان است که در کلادووا واقع شده‌است.